# Alondra (telenovela venezolana)
Alondra fue una telenovela transmitida por RCTV en horario vespertino.

## Trama
Durante el día, Mónica una estudiante humilde que por razones de la vida toma una doble vida, dándose a conocer por la noches en bar de baja reputación como "La Manette". Engaña un hombre - Rubén Dario - y se casa. Él al descubrirlo la abandona y se vuelve alcohólico. Monica quien está embarazada con un hija por nacer-Esmeralda, le es arrebatada su madre al nacer. Ahora "Manette" es una cantante internacionalmente famosa -Alondra- quien regresa a su país a buscar a su hija, al hombre quien ella engaño y vengarse del hombre que fue su destrucción. Al principio pensó que era Teresa, pero no lo es.

## Elenco
Actor/Actriz...Personaje(s)
- Caridad Canelón...Monica (La Manette)/Balvina
- Roberto Moll...Rubén Dario
- Roberto Lamarca...Franco
- Gigi Zanchetta...Maria Teresa
- Carlos Olivier...
- Haydee Balza...Sra de Castillo
- Miguel Alcantara...Horacio Castillo
- Miriam Ochoa...Julieta
- Vicente Tepedino...El Ingeniero
- Sonya Smith...Vicentina
- Grupo Menudo...Grupo Menudo
- Ricardo Herranz...Daniel
- Gisvel Ascanio...Esmeralda
- Asdrúbal Blanco... Albertico

Original de: Gustavo Michelena
Producción: Raul Licausi
Dirección: Luis Gaitan